# Protassowo
Protassowo (russisch Протасово) ist ein ehemaliger Militärflugplatz südöstlich von Rjasan in Russland.
Der Flugplatz diente bis 1992 als Ausbildungsstandort der DOSAAF. Später ist der Flugplatz für zivile Zwecke verwendet worden. Auf westlichen Flugkarten wird er auch „Ryazan-Aleksandrovo“ (nach dem nördlich von ihm liegenden Dorf) genannt.